# Walter Huber
Walter Karl Huber, född 11 april 1933 i Zürich, Schweiz, död 24 juni 2016 i Brantevik, var en schweizisk-svensk målare, teckningslärare, tecknare och grafiker. 
Huber studerade vid Kunstgewerbeshule i Zürich 1949–1953 och vid Konstfackskolan i Stockholm 1953–1954 och grafik för Philip von Schantz vid Konsthögskolan 1963–1969 samt teckningslärarinstitutet vid Konstfackskolan i Stockholm 1967–1968. Separat har han sedan debuten på Lilla Paviljongen i Stockholm 1960 ställt ut på bland annat Sundsvalls museum, Galleri Läubli i Zürich, Färg och Form och S:t Nicolai kyrka och medverkat i ett stort antal samlingsutställningar. Bland hans offentliga utsmyckningar märks en oljemålning i Huddinge nya församlingshem och utsmyckning i Söderledskyrkan i Farsta. 
Hubers konst bestod från början med några få teman, som han målade, tecknade och använde i tygcollage och monotypier med små former som liknar blomblad. Hans senare konst består av motiv från Österlen i Skåne. Vid sidan av sitt eget skapande var han lärare vid Stockholms grafikskola under många år. Huber är representerad vid Moderna museet , Stockholms stadsmuseum och Arkiv för dekorativ konst i Lund, Statens konstråd, Västernorrlands läns landsting, Norrbottens läns landsting samt Östergötlands läns landsting. Därtill Mörksuggefonden i Falun, Schweiziska Landesbibliothek i Bern, Schweiz och vid Oregon State University i USA.